# Guillaume de Nassau-Dillenbourg
Guillaume de Nassau-Dillenbourg dit « Le Riche » (en allemand Wilhelm von Nassau-Dillenburg), né le 10 avril 1487 à Dillenburg et mort dans la même ville le 6 octobre 1559, est comte de Nassau-Dillenbourg, comte de Nassau-Siegen et comte de Nassau-Vianden de 1538 à 1559.

## Famille
Il est le fils de Jean V de Nassau-Dillenbourg et d'Élisabeth de Hesse-Marbourg (en).
Il épouse le 29 octobre 1516 Walburge d'Egmont (en) (1489-1529), fille du comte Jean III d'Egmont. Deux enfants naissent de cette union :
- Élisabeth de Nassau-Dillenbourg (1516-1523) ;
- Madeleine de Nassau-Dillenbourg (1522-1567) ; en 1538, elle épouse le comte Hermann von Neuenarch (†1578).

Veuf, Guillaume de Nassau-Dillenbourg épouse en 1531 Julienne de Stolberg (1506-1580), fille du comte Bodon III de Stolberg. Ils ont douze enfants :
- Guillaume Ier d'Orange-Nassau, dit « Le Taciturne » comte de Nassau-Dillenbourg, stathouder de Hollande, prince d'Orange ;
- Jean VI de Nassau-Dillenbourg (1536-1606), comte de Nassau-Dillenbourg ;
- Louis de Nassau-Dillenbourg (1538-1574) ;
- Marie de Nassau (18 mars 1539 - 28 mai 1599), mariée avec Guillaume IV van den Bergh ;
- Adolphe de Nassau-Dillenbourg (1540-1568) ;
- Anne de Nassau-Dillenbourg (1541–1616) ; en 1559, elle épouse le comte Albert de Nassau-Weilburg (1537-1593) ;
- Élisabeth de Nassau-Dillenbourg (1542-1603) ; en 1559, elle épouse le comte Conrad de Solms (1540-1592) ;
- Catherine de Nassau-Dillenbourg (1542-1624) ; en 1560, elle épouse le comte Gunther LXI von Schwarburg-Amstadt (1529-1583) ;
- Julienne de Nassau-Dillenbourg (1546-1588) ; en 1575, elle épouse le comte Albert VII de Schwarzbourg-Rudolstadt (1537-1605) ;
- Madeleine de Nassau-Dillenbourg (1547-1633) ;
- Henry de Nassau-Dillenbourg (1550 - tué en 1574).

Guillaume de Nassau-Dillenbourg appartient à la lignée de Nassau-Dillenbourg, cette seconde branche étant issue de la première branche de la Maison de Nassau. La lignée de Nassau-Dillenbourg appartient à la tige Ottonienne. Cette famille donnera des stathouders en Hollande, en Flandres et aux Provinces-Unies, un roi en Angleterre et Écosse en la personne de Guillaume III d'Orange-Nassau, et des rois aux Pays-Bas.
Guillaume de Nassau-Dillenbourg est l'ancêtre du roi Guillaume-Alexandre des Pays-Bas.

Armoiries de Guillaume de Nassau-Dillenbourg : « écartelé :, d'azur semé de billettes d'or, au lion couronné du même, armé et lampassé de gueules (maison de Nassau), brochant sur le tout, II d'or au léopard lionné armé, lampassé et couronné d'azur (Katzenelnbogen), III de gueules à la fasce d'argent (Vianden), IV de gueules à deux léopards d'or armés, lampassés et couronnés d'azur (Dietz) ».